# 木佐徳三郎
8代 木佐 徳三郎（きさ とくさぶろう、旧姓・勝部、雅号・平疇、1853年7月11日（嘉永6年6月6日）- 1941年（昭和16年）10月23日）は、日本の地主、実業家、政治家。衆議院議員。木佐家8代当主。平田銀行頭取。族籍は島根県平民。

## 経歴
出雲国出雲郡坂田村（島根県簸川郡斐川町を経て現出雲市）で、地主、7代・勝部本右衛門栄忠の六男として生まれ、楯縫郡平田村（現出雲市）の7代・木佐徳三郎の養子となり、後に家督を継承し徳三郎を襲名した。幕末には最後の楯縫郡下郡役（したごおりやく）を務めた。
明治維新後、楯縫郡仮郷校取締、島根県第五十三・五十四両区戸長、兼学区取締心得、平田町会議員などを務め、1892年2月の第2回衆議院議員総選挙で島根県第三区から出馬して当選し、弥生倶楽部に所属して衆議院議員を一期務めた。
養蚕伝習所、平田製糸場を設置し、その後、平田両全製糸会社を組織して、蚕糸業の振興に尽力した。実業界では、宍道湖水運のための蓬莱社の設立、平田銀行の設立（頭取就任）、一畑軽便鉄道の社長に就任するなどの活動を行った。

## 家族・親族
木佐家
- 妻・カメ（1859年 - ?、島根、大村喜平[3]、あるいは大村喜十[5][6]の妹）
- 三男[5]あるいは二男[6]・徳之助（1890年 - 1969年）
  - 同妻・富壽子（1896年 - ?、島根、大村貞蔵の二女）[5][6]
- 五女・律（13代・絲原武太郎の妻）[5]
- 孫[6]

親戚
- 13代・絲原武太郎（貴族院多額納税者議員）
- 大村貞蔵（島根県多額納税者、平田銀行取締役）